# 泉大津市立誠風中学校

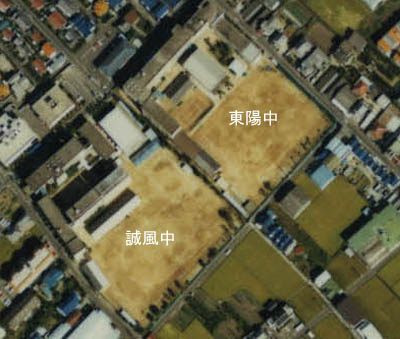
1985年当時の航空写真。

泉大津市立誠風中学校（いずみおおつしりつ せいふうちゅうがっこう）は、大阪府泉大津市にある公立中学校。

## 概要
公立中学校同士が隣接する全国的にも珍しい立地で、北東に泉大津市立東陽中学校が隣接している。これは、学制改革による新制中学校発足時に、転用元の学校が隣接していたことと、男女別学でスタートしたことによる。当校は、旧制泉大津市青年学校の校舎・校地を転用し、女子校として開校した。
1947年の開校当初、泉大津市では市全域を校区とする形で、男子校の泉大津市立第一中学校（現・東陽中学校）と女子校の泉大津市立第二中学校（現・誠風中学校）が設置されたが、翌1948年には校区を再編し、生徒を交流して男女共学を実施することになった。この名残で、一般の公立中学校が隣接して設置された形になり、校区も複雑な調整区域が設定されることになった。1963年に現在の校名に改称した。

## 通学区域
- 泉大津市立戎小学校、泉大津市立穴師小学校、泉大津市立楠小学校の校区。

泉大津市立東陽中学校との調整区域あり。

## 著名な出身者
- オール阪神
- 太平シロー
- 尾崎行雄 (野球)
- 青柳昴樹（プロ野球選手）

## 交通
- 南海本線 泉大津駅 南東へ約700m。